# Patriotismo soviético

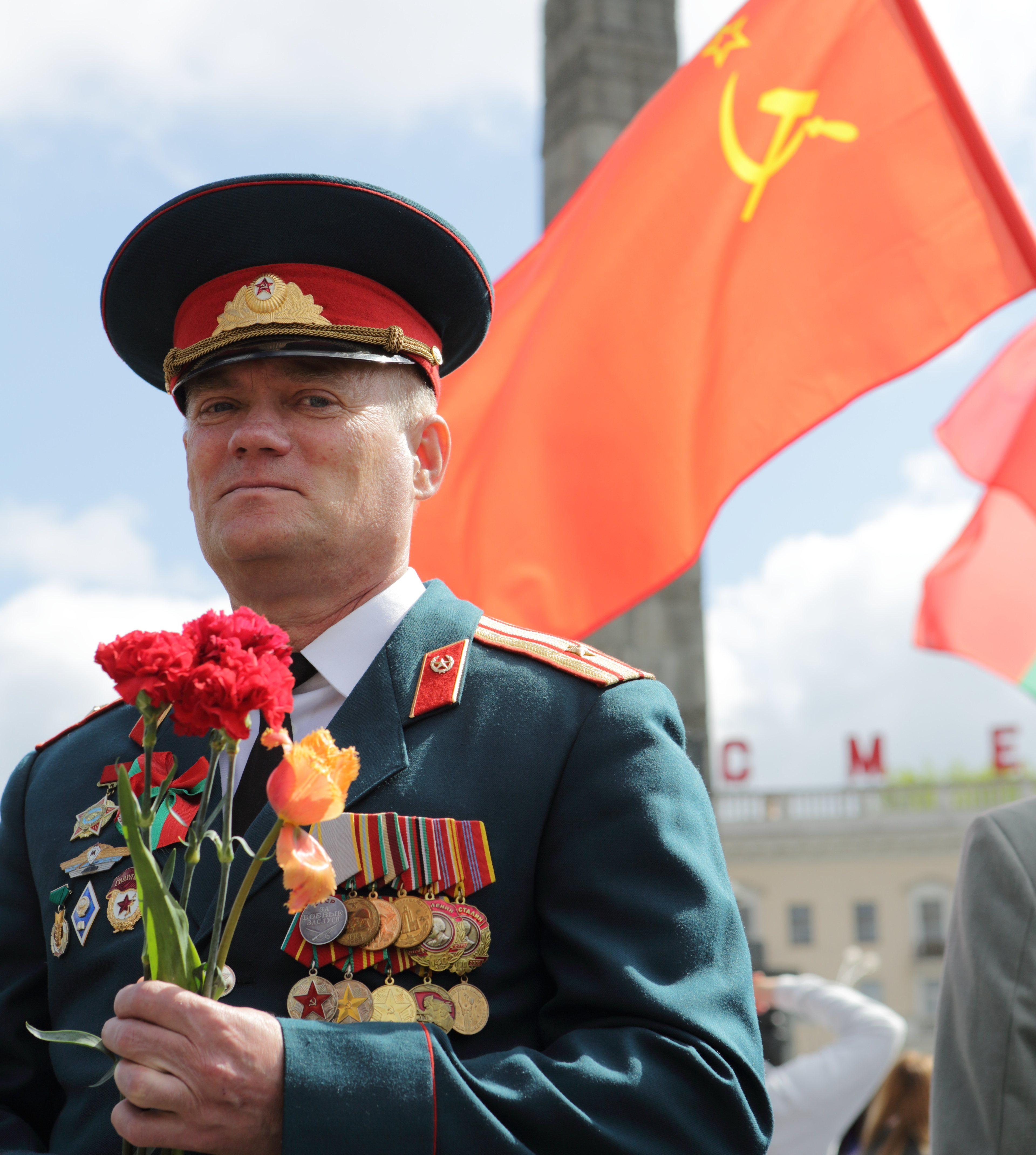
Miembro de las Fuerzas Armadas de Bielorrusia rinde homenaje en el día de la victoria en 2014 bajo el manto de la bandera soviética.

El patriotismo soviético es una corriente de pensamiento político que está articulado sobre la tesis de apego emocional y cultural del pueblo soviético a la Unión Soviética como su patria. Se lo ha denominado nacionalismo soviético. Sin embargo, este último provoca polémica por el criterio marxista-leninista de diferenciar entre patria y nacionalismo, porque al segundo algunos lo consideran reaccionario, burgués y contrario al comunismo.

## Contexto histórico

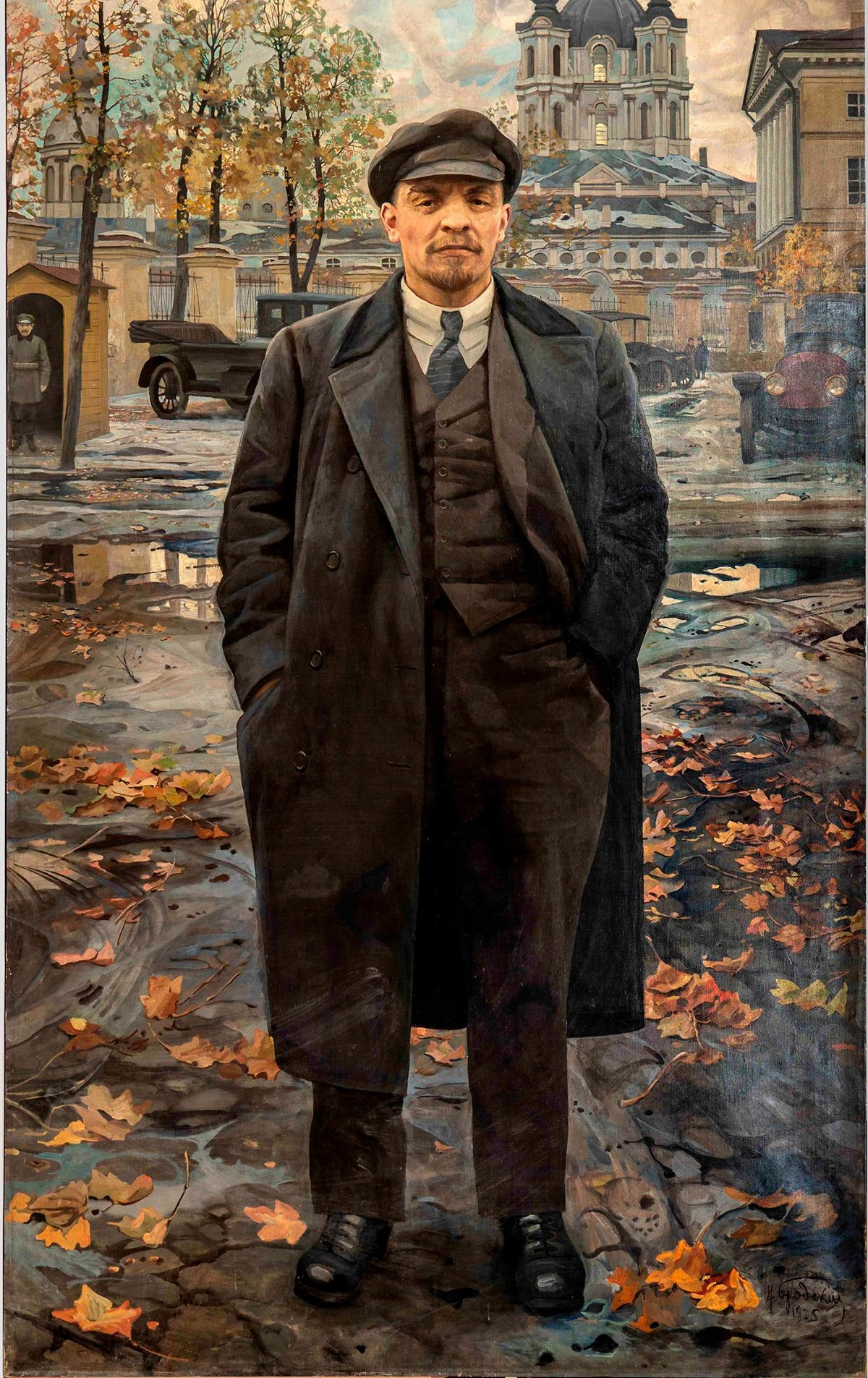
El político e ideólogo socialista, Lenin, en su texto El derecho a la autodeterminación de las naciones, defiende el nacionalismo de izquierda. Postula que cada nación ha de tener derecho de autodeterminación en un contexto imperialista.

Bajo la perspectiva del comunismo internacional que era especialmente fuerte en ese momento, Vladímir Lenin separó el patriotismo en lo que definió como patriotismo socialista proletario del nacionalismo burgués. Lenin promovió el derecho de todas las naciones a la autodeterminación y el derecho a la unidad de todos los trabajadores dentro de las naciones, pero también condenó el chovinismo y afirmó que había sentimientos justificados e injustificados de orgullo nacional. Lenin denunció explícitamente el nacionalismo ruso convencional como "chovinismo gran ruso", y su gobierno buscó acomodar a los múltiples grupos étnicos del país mediante la creación de repúblicas y unidades sub-republicanas para proporcionar a los grupos étnicos no rusos autonomía y protección contra la dominación rusa, además de asegurar la lealtad de estos pueblos hacia el estado soviético.
Lenin también buscó equilibrar la representación étnica del liderazgo del país mediante la promoción de funcionarios no rusos en el Partido Comunista para contrarrestar la gran presencia de rusos en el Partido, cosa casi inevitable debido al peso demográfico de la población rusa. Sin embargo, incluso en este período temprano, el gobierno soviético apeló a veces al nacionalismo ruso cuando necesitaba apoyo, especialmente en las tierras fronterizas soviéticas en los primeros años de la Unión Soviética como en la Guerra polaco-soviética de 1920

## Situación dentro de la URSS
La guerra de la Unión Soviética contra la Alemania nazi se conoció como la Gran Guerra Patria, recordando el uso anterior del término en las Guerras Napoleónicas con la invasión francesa a Rusia. El estado soviético llamó a sus ciudadanos a defender la «Patria»; mientras Stalin proclamó el lema «¡Ni un paso atrás!» en tanto un llamado al orgulla nacionalista parecía más efectivo que el internacionalismo abrazado hasta entonces por el régimen, mientras la propaganda soviética exaltaba como "modelos heroicos" a personajes nada proletarios de la historia rusa como Alejandro Nevski o el general Suvórov.
Al mismo tiempo, la Alemania nazi organizó unidades militares colaboracionistas como Andréi Vlásov y con el Ejército Ruso de Liberación y Piotr Krasnov con brigadas de cosacos, mientras la propaganda nazi se jactaba de que la "lucha anticomunista" era un esfuerzo multinacional pues estaba apoyada por numerosas naciones (Italia, Rumania, Eslovaquia, Finlandia, Hungría, etc.). Durante la Segunda Guerra Mundial, el fuerte patriotismo del ejército de Vlásov presentó a los rusos una alternativa al nacionalismo centrado en el estado promovido por el gobierno de Stalin. En 1944, la Unión Soviética dejó de utilizar La Internacional como himno nacional y adoptó un nuevo himno nacional.

### Relación con el nacionalismo ruso
La creación de un estado comunista internacional bajo el control de los trabajadores fue percibida por algunos como un logro de los sueños nacionalistas rusos. El poeta soviético Pável Kogan describió sus sentimientos sobre el patriotismo soviético justo antes de la Segunda Guerra Mundial:

Soy un patriota. Amo el aire ruso
y la tierra rusa. [...]

Pero llegaremos al río Ganges

y moriremos en batallas

para que nuestra Patria brille

de Japón a Inglaterra.

De acuerdo con Nikolái Berdiáyev:

El pueblo ruso no logró su antiguo sueño de Moscú, la Tercera Roma. El cisma eclesiástico del siglo XVII reveló que el zarato moscovita no es la tercera Roma. La idea mesiánica del pueblo ruso asumió una forma apocalíptica o revolucionaria; y luego ocurrió un evento asombroso en el destino del pueblo ruso. En lugar de la Tercera Roma en Rusia, se logró la Tercera Internacional, y muchas de las características de la Tercera Roma pasan a la Tercera Internacional. La Tercera Internacional también es un Sacro Imperio, y también se basa en una fe ortodoxa. La Tercera Internacional no es internacional, sino una idea nacional rusa.

## Biobliografía
Motyl, Alexander J. (2001). Enciclopedia del nacionalismo, Volumen II. Prensa Académica ISBN 0-12-227230-7.
- Datos: Q7571792